# Хасковска хълмиста област
Хасковската хълмиста област е хълмиста област в северната част на Родопите, на територията на области Хасково и Пловдив, с надморска височина от 80 – 100 м на север до 420 – 450 м на юг.
Областта представлява северно предпланинско стъпало на Родопския масив, отделено от него с ясен и добре очертан планински склон. Простира се от запад на изток на около 90 км, а максималната ѝ ширина достига 30 – 35 км. Разположена е между долината на река Марица на север и изток и долното течение на Чепеларска река на запад. На юг границата се прокарва от Асеновград по северните подножията на родопските ридове Добростан, Сини връх, Драгойна, Мечковец, Чуката, Чала и Хухла и завършва при град Харманли.
Хасковската хълмиста област е силно разчленена от родопските реки десни притоци на Марица Черкезица, Мечка, Каялийка, Банска и Харманлийска (с притоците си Карамандере, Хасковска и Узунджовска река). Долините им обикновено са плитки и с широки легла. При пресичането на здрави скали (гнайси, андезити) коритата им се стесняват и придобиват проломен характер. Вододелите между тях са дълги и с плоски била, удобни за селскостопанска дейност. Хасковската хълмиста област е изградена предимно от плиоценски езерни утайки, изпод които в отделни места стърчат метаморфни и терциерни вулкански скали. Климатът е преходносредиземноморски (Хасково – средна годишна температура 12,5 °C). Почвената покривка е представена от чернозем-смолници, излужени канелени горски и алувиално-ливадни почви. Добре развито селско стопанство – производство на зърнени храни, тютюн, памук, лозя, овощни градини, зеленчуци.
Основни центрове на областта са градовете Хасково, Димитровград и Първомай, околи които гравитират няколко десетки села.
В различни направления през Хасковската хълмиста област преминават участъци от 10 пътя от Държавната пътна мрежа:
- От север на юг, от Димитровград до село Пчеларово, на протежение от 48,4 км – участък от първокласен път № 5 Русе – Велико Търново – Стара Загора – Кърджали – ГКПП „Маказа“;
- От запад на изток, между градовете Садово и Харманли, на протежение от 92,6 км – участък от първокласен път № 8 ТКПП „Калотина“ – София – Пловдив – Хасково – ГКПП „Капитан Андреево“;
- В югозападната част на областта, от село Новаково до Асеновград, на протежение от 23,6 км – участък от второкласен път № 58 Черноочене – Тополово – Асеновград;
- В южната част на областта, от Хасково до село Корен, на протежение от 14,1 км – участък от третокласен път № 505 Хасково – Голям извор – Свиленград;
- В средната част на областта, от Димитровград през село Минерални бани до село Петелово, на протежение от 46,4 км – целият участък от третокласен път № 506;
- В южната част на областта, между селата Манастир и Маслиново, на протежение от 12,2 км – участък от третокласен път № 507 Манастир – Перперек – Кърджали;
- В най-източната част на областта, от Симеоновград до Харманли, на протежение от 19,4 км – участък от третокласен път № 554 Нова Загора – Раднево – Харманли;
- В западната част на областта, от Първомай до Асеновград, на протежение от 30,6 км – участък от третокласен път № 667 Плодовитово – Първомай – Асеновград;
- В северозападната част на областта, от село Поповица до Асеновград, на протежение от 22,3 км – целият участък от третокласен път № 804;
- В средната част на областта, от Хасково до село Минерални бани, на протежение от 23,7 км – целият участък от третокласен път № 806.[1]

По цялото най-северно подножие на Хасковската хълмиста област, предимно по десния бряг на река Марица, от Садово до Харманли, преминава участък от трасето на жп линията София – Пловдив – Свиленград. От север на юг, от Димитровград до село Маслиново областта се пресича и от участък от трасето на жп линията Русе – Горна Оряховица – Стара Загора – Подкова.

## Топографска карта
- Лист от карта K-35-62. Мащаб: 1 : 100 000.
- Лист от карта K-35-63. Мащаб: 1 : 100 000.
- Лист от карта K-35-64. Мащаб: 1 : 100 000.
- Лист от карта K-35-74. Мащаб: 1 : 100 000.
- Лист от карта K-35-75. Мащаб: 1 : 100 000.
- Лист от карта K-35-76. Мащаб: 1 : 100 000.